# Astronesthes formosana
Astronesthes formosana är en fiskart som beskrevs av Liao, Chen och Shao 2006. Astronesthes formosana ingår i släktet Astronesthes och familjen Stomiidae. Inga underarter finns listade.